# Annemieke Kiesel-Griffioen
Annemieke Kiesel-Griffioen (Kockengen, 30 november 1979) is een voormalig Nederlandse voetbalster die speelde voor SV Saestum, Charlotte Eagles, Bristol Rovers FC en FCR Duisburg. Daarnaast is ze met 156 interlands lang recordhoudster van het Nederlands vrouwenvoetbalelftal geweest. In 2011 ging ze als assistent-trainer aan de slag bij VVV-Venlo. In 2011 werd ze door Michael van Praag benoemd tot bondsridder van de KNVB. Ze is daarmee de eerste vrouwelijke bondsridder.

## Carrière als voetballer
Kiesel-Griffioen begon met voetballen bij OSV Nita uit Nieuwer Ter Aa. Vervolgens speelde ze voor CSW en SV Saestum uit Nederland. Voor de club uit Zeist kwam ze tien jaar uit. In die periode won ze zes landstitels en drie keer de beker. In 2004 vertrok ze na afloop van de Nederlandse competitie naar Amerika. Ze speelde daar bij de Charlotte Eagles uit Charlotte. Ze keerde na de zomer terug naar Europa en ging aan de slag bij het Engelse Bristol Rovers. In 2005 vertrok ze naar het Duitse FCR 2001 Duisburg dat uitkomt in de Bundesliga.
In augustus van 2007 werd ze weer opgeroepen voor het Nederlands Elftal, waar ze eerder vanwege privé-redenen voor moest bedanken. Op 9 december in 1995 maakte ze haar debuut voor het Nederlands Elftal in het EK-kwalificatieduel in en tegen Frankrijk dat met 1-1 gelijk werd gespeeld. Eind augustus van 2009 was zij voor het eerst in haar voetballoopbaan actief op een EK. Op 23 augustus 2009 speelde ze een belangrijke rol in de 2-0-overwinning van het Nederlandse elftal op Oekraïne. Ze werd bekroond door de UEFA met de titel "Player of the match". In de halve finale speelde Kiesel haar 141e wedstrijd voor Oranje en kwam daarmee op gelijke hoogte met Marleen Wissink. De halve finale zelf werd na een verlenging verloren van Engeland.
In april 2011 kondigde Kiesel aan dat ze na het seizoen stopt met voetbal. Belangrijkste reden voor de beslissing waren de fysieke ongemakken waar ze gedurende het seizoen mee kampte.

## Carrière als trainer
Met ingang van seizoen 2011/12 wordt Kiesel assistent-trainer van VVV-Venlo.

## Erelijst

### In clubverband
- Landskampioen Nederland (6): 1996, 1997, 1998, 1999, 2000, 2002 (SV Saestum)
- KNVB beker (3): 1997, 1998, 2004 (SV Saestum)
- UEFA Women's Cup (1): 2009 (FCR 2001 Duisburg)
- DFB-Pokal (2): 2009, 2010 (FCR 2001 Duisburg)

### Individueel
- Beste speelster hoofdklasse: 2002/03

## Statistieken
| Seizoen | Club              | Land             | Competitie             | Wedstrijden | Doelpunten |
| ------- | ----------------- | ---------------- | ---------------------- | ----------- | ---------- |
| 1995/96 | SV Saestum        | Nederland        | Hoofdklasse            | -           | -          |
| 1996/97 | SV Saestum        | Nederland        | Hoofdklasse            | -           | -          |
| 1997/98 | SV Saestum        | Nederland        | Hoofdklasse            | -           | -          |
| 1998/99 | SV Saestum        | Nederland        | Hoofdklasse            | -           | -          |
| 1999/00 | SV Saestum        | Nederland        | Hoofdklasse            | -           | -          |
| 2000/01 | SV Saestum        | Nederland        | Hoofdklasse            | -           | -          |
| 2001/02 | SV Saestum        | Nederland        | Hoofdklasse            | -           | -          |
| 2002/03 | SV Saestum        | Nederland        | Hoofdklasse            | -           | -          |
| 2003/04 | SV Saestum        | Nederland        | Hoofdklasse            | -           | -          |
| 2004    | Charlotte Eagles  | Verenigde Staten | USL Pro Soccer League  | ?           | ?          |
| 2004/05 | Bristol Rovers    | Engeland         | Women's Premier League | ?           | ?          |
| 2005/06 | FCR 2001 Duisburg | Duitsland        | Bundesliga             | 15          | 1          |
| 2006/07 | FCR 2001 Duisburg | Duitsland        | Bundesliga             | 11          | 0          |
| 2007/08 | FCR 2001 Duisburg | Duitsland        | Bundesliga             | 19          | 3          |
| 2008/09 | FCR 2001 Duisburg | Duitsland        | Bundesliga             | 18          | 1          |
| 2009/10 | FCR 2001 Duisburg | Duitsland        | Bundesliga             | 20          | 2          |
| 2010/11 | FCR 2001 Duisburg | Duitsland        | Bundesliga             | 22          | 0          |

| Interlandgoals | Interlandgoals    | Interlandgoals                                      | Interlandgoals | Interlandgoals | Interlandgoals | Interlandgoals       |
| Goal           | Datum             | Locatie                                             | Tegenstander   | Score          | Uitslag        | Competitie           |
| -------------- | ----------------- | --------------------------------------------------- | -------------- | -------------- | -------------- | -------------------- |
|                |                   |                                                     |                |                |                |                      |
| 1.             | 6 maart 1996      | Sportpark Budel, Budel, Nederland                   | België         | 3–0            | 4–0            | Vriendschappelijk    |
| 2.             | 8 september 1996  | Stadion SK Union Vršovice, Prague, Czech Republic   | Tsjechië       | 1–1            | 2–1            | EK-kwalificatie 1997 |
| 3.             | 14 augustus 1997  | Sportpark De Kloet, Grootebroek, Nederland          | Australië      | 1–0            | 1–1            | Vriendschappelijk    |
| 4.             | 16 september 1997 | KNVB Academy, Zeist, Nederland                      | België         | 1–0            | 3–0            | Vriendschappelijk    |
| 5.             | 1 april 2000      | Polman Stadion, Almelo, Nederland                   | Spanje         | 1–1            | 1–2            | EK-kwalificatie 2001 |
| 6.             | 18 september 2000 | Sportpark Panhuis, Veenendaal, Nederland            | Schotland      | 2–1            | 3–1            | Vriendschappelijk    |
| 7.             | 14 oktober 2000   | Sportcentrum Bük, Bük, Hongarije                    | Hongarije      | 3–0            | 3–0            | EK-kwalificatie 2001 |
| 8.             | 6 maart 2001      | Sportpark De Hoge Neerstraat, Etten-Leur, Nederland | België         | 3–1            | 5–1            | Vriendschappelijk    |
| 9.             | 8 mei 2001        | West Lothian Courier Stadium, Livingston, Schotland | Schotland      | 1–0            | 4–0            | Vriendschappelijk    |
| 10.            | 23 maart 2002     | Zuiderpark Stadion, Den Haag, Nederland             | Engeland       | 1–2            | 1–4            | WK-kwalificatie 2003 |
| 11.            | 27 november 2002  | Sportpark Rijsoord, Ridderkerk, Nederland           | België         | 2–0            | 4–0            | Vriendschappelijk    |
| 12.            | 27 november 2002  | Sportpark Rijsoord, Ridderkerk, Nederland           | België         | 3–0            | 4–0            | Vriendschappelijk    |
| 13.            | 11 juli 2009      | Olympisch Stadion, Amsterdam, Nederland             | Zwitserland    | 3–0            | 5–0            | Vriendschappelijk    |
| 14.            | 29 oktober 2009   | Oosterenkstadion, Zwolle, Nederland                 | Macedonië      | 1–0            | 13–1           | EK-kwalificatie 2011 |
| 15.            | 29 oktober 2009   | Oosterenkstadion, Zwolle, Nederland                 | Macedonië      | 4–0            | 13–1           | EK-kwalificatie 2011 |
| 16.            | 29 oktober 2009   | Oosterenkstadion, Zwolle, Nederland                 | Macedonië      | 9–0            | 13–1           | EK-kwalificatie 2011 |
| 17.            | 29 oktober 2009   | Oosterenkstadion, Zwolle, Nederland                 | Macedonië      | 10–1           | 13–1           | EK-kwalificatie 2011 |
| 18.            | 1 april 2010      | NTC Stadion, Senec, Slovakije                       | Slowakije      | 1–0            | 1–0            | EK-kwalificatie 2011 |
| 19.            | 3 april 2011      | Kras Stadion, Volendam, Nederland                   | Schotland      | 5–1            | 6–2            | Vriendschappelijk    |